# Auslander–Buchsbaums sats
Inom kommutativ algebra, en del av matematiken, är Auslander–Buchsbaums sats ett resultat som säger att regelbundna lokala ringar är EF-ringar.
Satsen bevisades först av Maurice Auslander och David Buchsbaum (1959). De bevisade att regelbundna lokala ringar av dimension 3 är EF-ringar, och Masayoshi Nagata (1958) hade tidigare bevisat att detta implicerar att alla regelbundna lokala ringar är EF-ringar.